# Postmodern Jukebox
Postmodern Jukebox, även känd under förkortningen PMJ, är ett amerikanskt musikkollektiv med roterande medlemskap som grundades 2011 av arrangören och pianisten Scott Bradlee. PMJ är känd för att omarbeta populär modern musik i olika äldre stilar, speciellt musikgenrer från början av 1900-talet, såsom swing och jazz. Under sina första år har Postmodern Jukebox lyckats få 500 miljoner YouTube-visningar och 2 miljoner prenumeranter.
Varje vecka lägger Postmodern Jukebox ut en ny video på YouTube, av vilka de flesta är filmade med minimal flärd i Bradlees vardagsrum. Bandet har gjort covers av låtar från artister som Lady Gaga och The Strokes till Katy Perry och the White Stripes. Sedan sin början som en liten grupp av vänner som gjorde musik i en källare i Queens, New York, har Postmodern Jukebox haft över 70 gästartister och turnerat på fyra kontinenter.

## Historik

### Ursprung
Postmodern Jukebox har sitt ursprung i när Bradlee började spela in videor med sina nära vänner från college i sin lilla källarlägenhet i Astoria, Queens. Den ursprungliga gruppen omfattade basisten Chris Anderson, saxofonisten Ben Golder-Novick, harpisten Brandee Younger och sångaren Emma Walker.
Efter sin tid i college kämpade Bradlee som jazzmusiker i New York-området i flera år innan han fick sin första virala video 2009 – "ett medley av 80-talslåtar i ragtimestil." En tweet från den berömda författaren Neil Gaiman blev början på Bradlees senare popularitet på internet.

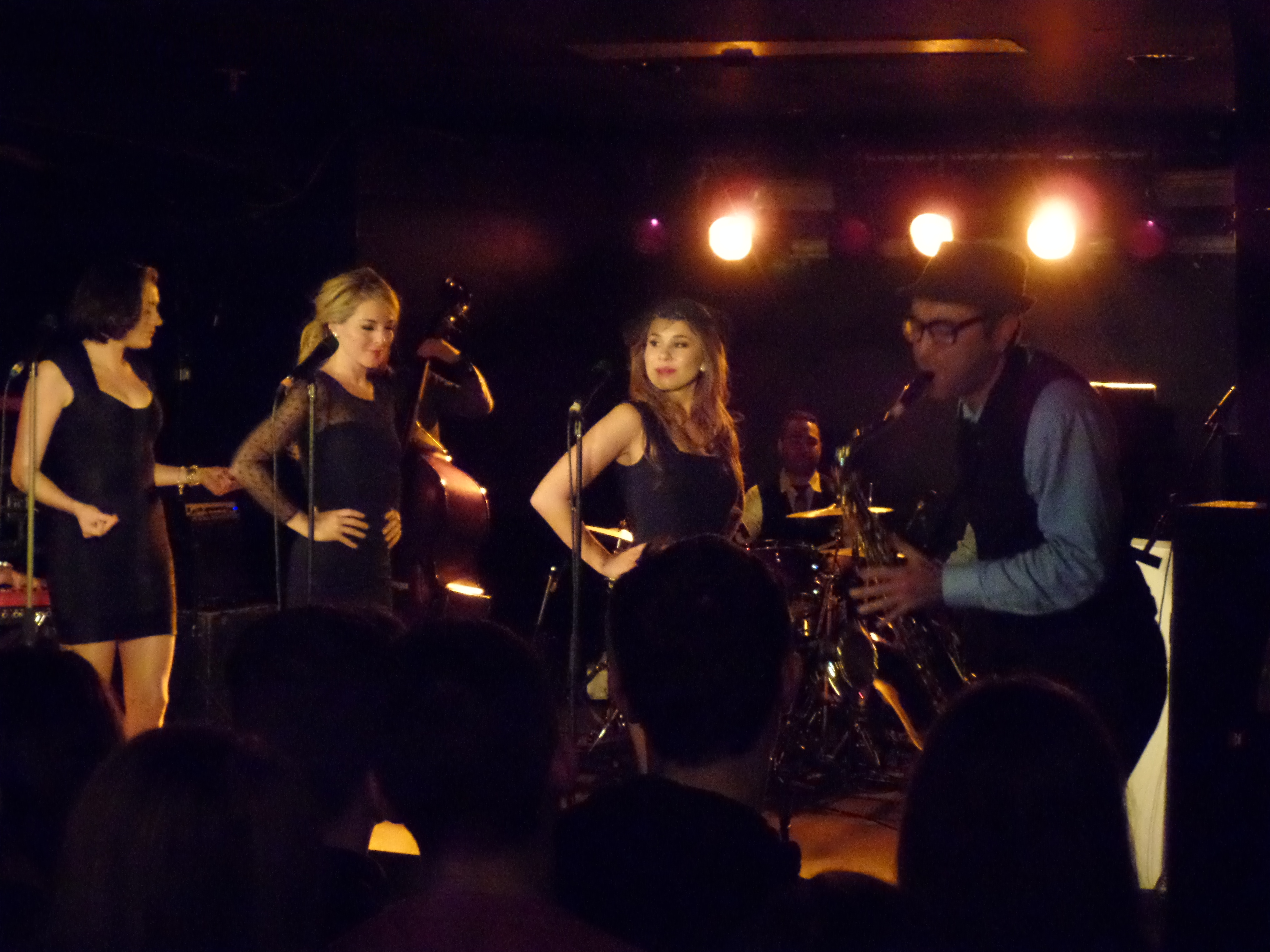
Sångerskorna Ariana Savalas, Morgan James och Haley Reinhart, samt saxofonisten Ben Golder-Novick spelar med Postmodern Jukebox på en livekonsert i Köln, mars 2015.

2011 framträdde en föregångare till konceptet Postmodern Jukebox i form av Bradlees projekt En Motownhyllning till Nickelback. Det var i denna video som många av de artister som senare förknippats med PMJ först framträdde, bland annat basisten Adam Kubota, trummisen Allan Mednard, sångaren Drue Davis, saxofonisten/EWI-spelaren/producenten Steve Ujfalussy (även känd som "Steve Sweat" från Saturday Morning Slow Jams) och tamburinisten Tim Kubart.

### 2012 och framåt
Med över 1 miljon visningar under sin första vecka, och 4 miljoner visningar under sitt första år   blev Robyn Adele Andersons cover av Macklemore & Ryan Lewis', "Thrift Shop" (2012) Postmodern Jukebox första virala musikvideo. Hitlåten togs med på albumet Introducing Postmodern Jukebox (2013) och tog sig så småningom upp till en 8:e plats på Billboards Jazz Album-lista. Denna framgång följdes av hennes cover av Miley Cyrus sång "We Can't Stop" 2013, vilket ledde till att gruppen fick spela i TV-programmet Good Morning America (ABC) i september.

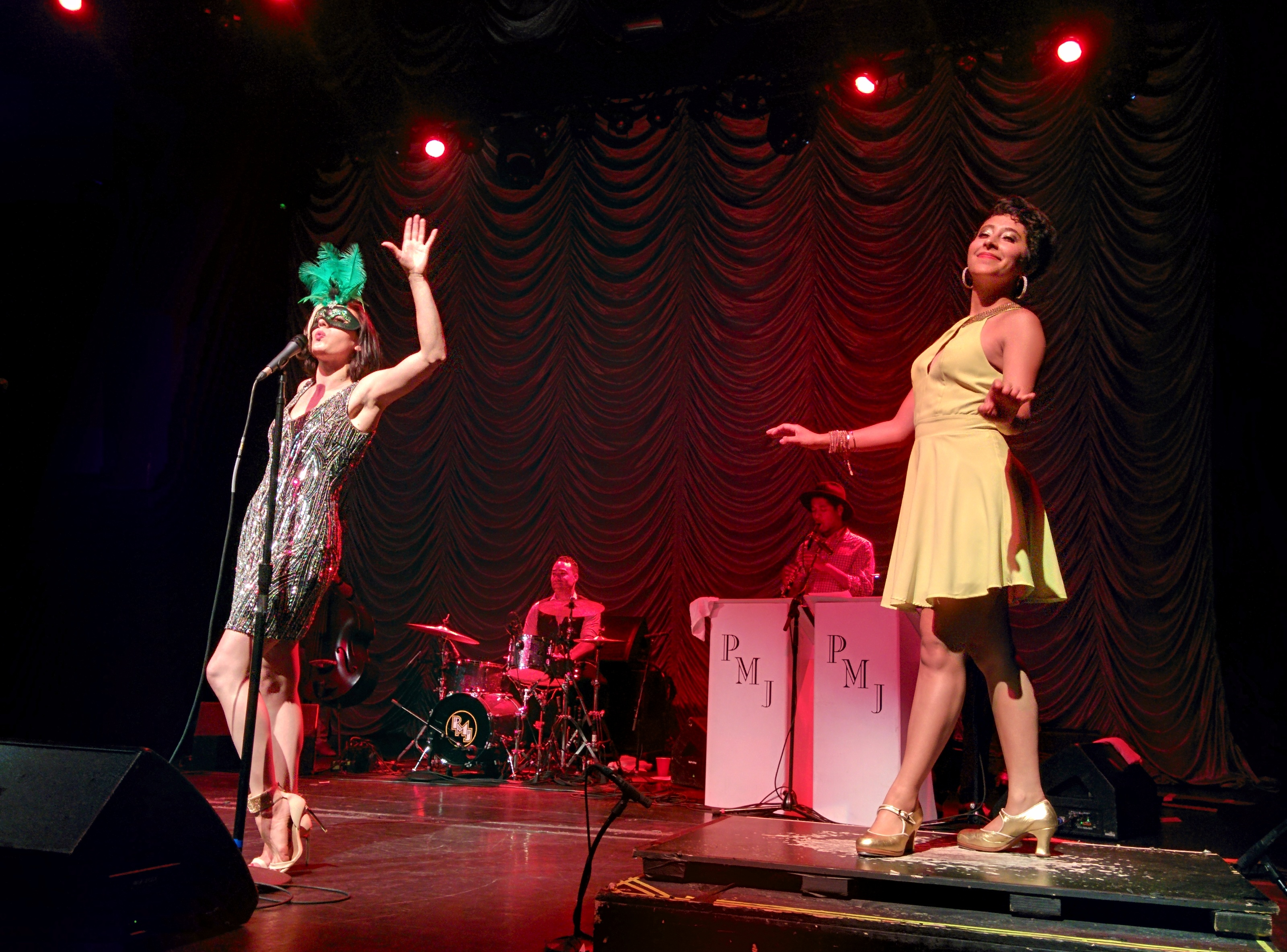
Ariana Savalas och Sarah Reich framför "Bad Romance" av Lady Gaga på Regency Ballroom i San Francisco.

I slutet av 2013 blev Postmodern Jukebox inbjudna till New York-kontoret för Cosmopolitan magazine för att filma en nyårshyllning till 2013, med covers av hit-låtar från året, med arrangemang från olika genrer och tidsperioder.   "Just Another Day at the Office"-medleyt innehöll: Robyn Adele Anderson med "Blurred Lines", Cristina Gatti med "Holy Grail", Anderson och the Tee Tones med "We Can't Stop", Karen Marie med "Roar", Ashley Stroud med "Royals" och Andromeda Turre med "What Does The Fox Say?". Videon genomfördes i en enda tagning, och en bakom-kulisserna-video producerades också.
2014 framförde gästartisten Kate Davis en cover av Meghan Trainor, "All About That Bass" (2014) i Scott Bradlees vardagsrum efter tre timmars övning. Davis framför och spelar solo på ståbas medan hon sjunger. "Jag minns att jag tänkte att det var så roligt just då att jag höll på att börja skratta kanske fem gånger."   1940-talsarrangemanget och ackompanjemang på piano är av Bradlee med Dave Tedeschi på trummor. Singeln blev en succé och blev uppmärksammad av Time magazine, Billboard magazine, Huffington Post   och PBS NewsHour. I februari 2016 hade videon haft över 15 miljoner YouTube-visningar, och låten är spår 11 på PMJ:s album Historical Misappropriation (2014).
BuzzFeed gjorde ett reportage om en doo-wop-cover av  "Timber" med Robyn Adele Anderson och the Tee Tones i februari 2014. Gruppens cover av Radiohead nyskapande 1990-talshit "Creep", framförd av Haley Reinhart,  kallades en "fantastisk lyssning" av Los Angeles Times i april 2015.
2015 blev Broadway-skådespelerskan Shoshana Bean aktiv i gruppen som gästartist när Scott flyttade till Los Angeles. Broadway World berömde Beans framträdande av Sias "Chandelier"  på Segerstrom Center for the Arts i Costa Mesa, Kalifornien, och Billboard magazine gjorde en specialartikel om hennes Motown-version av Justin Biebers "Sorry". Bean följde med Postmodern Jukebox halvvägs in i deras Europaturné våren 2016. 
Sara Niemietz framträdde första gången med gruppen i augusti 2015, med Talking Heads "This Must Be the Place (Naive Melody)" (1983),  PMJ:s version av "Hey Ya!" (2003) av Outkast, en Dixieland-version av Justin Biebers "Love Yourself" (2015), och en jazzklubbversion av signaturmelodin till Pokémon. Niemietz följde med när bandet nådde de nordöstra delarna av USA under turnén 2015 och hela Europaturnén 2016. MTV i Storbritannien följde med showen i London och visade en storbandscoverversion av Elle Kings "Ex s & Oh's" (2014) med Niemietz på sång och Sarah Reich som dansade stepp.
I början av februari 2016 framförde Postmodern Jukebox en cover av David Bowies klassiska låt "Heroes" för att hedra World Cancer Day – med sång av Nicole Atkins. Låten såldes på iTunes till förmån för Cancer Research Institute.  2016 använde Heineken och den internationella formel 1-ledningen PMJ:s cover av "Heroes" som soundtrack till sin första "Om du kör, drick inte"-kampanj med Sir Jackie Stewart ("Flying Scot"). Vid samma tid lanserade PMJ ett program som heter "Reboxed", som består av nya versioner av låtar som gruppen redan gjort cover av. Den första Reboxed-låten var Niemietz (och the Sole Sisters) som sjöng "Bad Romance" som tidigare hade framförts av Ariana Savalas (med steppdans av Sarah Reich).

## Lista över sånger
| Sångtitel                | Utgivningsdatum   | Originalartist          | Solosångare                                         |
| ------------------------ | ----------------- | ----------------------- | --------------------------------------------------- |
| Thrift Shop              | 11 februari 2013  | Macklemore & Ryan Lewis | Robyn Adele Anderson                                |
| Don't You Worry Child    | 24 april 2013     | Swedish House Mafia     | Robyn Adele Anderson                                |
| Gentleman                | 21 maj 2013       | Psy                     | Robyn Adele Anderson                                |
| Call Me maybe            | 30 juli 2013      | Carly Rae Jepsen        | Robyn Adele Anderson                                |
| We Can't Stop            | 3 september 2013  | Miley Cyrus             | Robyn Adele Anderson                                |
| Blurred Lines            | 22 oktober 2013   | Robin Thicke            | Robyn Adele Anderson                                |
| Royals                   | 31 oktober 2013   | Lorde                   | Puddles The Clown                                   |
| Wake Me Up               | 4 december 2013   | Avicii                  | Robyn Adele Anderson                                |
| Timber                   | 3 februari 2014   | Pitbull, Kesha          | Robyn Adele Anderson                                |
| Sweet Child o' Mine      | 12 februari 2014  | Guns N' Roses           | Miche Braden                                        |
| Careless Whisper         | 25 februari 2014  | Wham!                   | Robyn Adele Anderson                                |
| Drunk in Love            | 18 mars 2014      | Beyoncé                 | Cristina Gatti                                      |
| Talk Dirty               | 25 mars 2014      | Jason Derulo            | Robyn Adele Anderson                                |
| Say Something            | 2 april 2014      | A Great Big World       | Hudson Thames, Robyn Adele Anderson                 |
| All of Me                | 6 maj 2014        | John Legend             | Kiah Victoria                                       |
| Burn                     | 8 april 2014      | Ellie Goulding          | Robyn Adele Anderson, Cristina Gatti, Ashley Stroud |
| Fancy                    | 20 maj 2014       | Iggy Azalea             | Ashley Stroud                                       |
| No Diggity               | 10 juni 2014      | Blackstreet             | Ariana Savals                                       |
| Blank Space              | 16 december 2014  | Taylor Swift            | Ariana Savalas                                      |
| Creep                    | 7 april 2015      | Radiohead               | Haley Reinhart                                      |
| All About That Bass      | 5 september 2014  | Meghan Trainor          | Kate Davis                                          |
| Bad Romance              | 30 april 2015     | Lady Gaga               | Ariana Savalas                                      |
| Seven Nation Army        | 13 augusti 2015   | The White Stripes       | Haley Reinhart                                      |
| Rude                     | 15 juli 2014      | Magic!                  | Von Smith                                           |
| Maps                     | 12 augusti 2014   | Maroon 5                | Morgan James                                        |
| Oops!... I Did It Again  | 9 juli 2015       | Britney Spears          | Haley Reinhart                                      |
| Habits (Stay High)       | 13 januari 2015   | Tove Lo                 | Haley Reinhart                                      |
| Shake It Off             | 7 oktober 2014    | Taylor Swift            | Von Smith                                           |
| Gangsta's Paradise       | 10 mars 2015      | Coolio                  | Robyn Adele Anderson                                |
| Lovefool                 | 21 maj 2015       | The Cardigans           | Haley Reinhart                                      |
| Take Me to Church        | 6 januari 2015    | Hozier                  | Morgan James                                        |
| Anaconda                 | 30 september 2014 | Nicki Minaj             | Robyn Adele Anderson                                |
| Barbie Girl              | 14 maj 2015       | Aqua                    | Morgan James                                        |
| Really Don't Care        | 16 september 2014 | Demi Lovato             | Morgan James                                        |
| Umbrella                 | 15 oktober 2015   | Rihanna                 | Casey Abrams                                        |
| Rather Be                | 8 december 2016   | Clean Bandit            | Ada Pasternak                                       |
| Teenage Dirtbag          | 1 december 2016   | Wheatus                 | Jax                                                 |
| Mr. Brightside           | 24 november 2016  | The Killers             | Blake Lewis                                         |
| Bizarre Love Triangle    | 17 november 2016  | New Order               | Sarah Marie Young                                   |
| Santeria                 | 10 november 2016  | Sublime                 | Natalie Angst                                       |
| Closer                   | 3 november 2016   | The Chainsmokers        | Kenton Chen                                         |
| Don't Stop Me Now        | 27 oktober 2016   | Queen                   | Melinda Doolittle                                   |
| This Love                | 20 oktober 2016   | Maroon 5                | Devi-Ananda                                         |
| Material Girl            | 13 oktober 2016   | Madonna                 | Gunhild Carling                                     |
| Since U Been Gone        | 6 oktober 2016    | Kelly Clarkson          | Mykal Kilgore                                       |
| Family Guy Theme Song    | 29 september 2016 | Casey Abrams            |                                                     |
| Scars to Your Beautiful  | 19 september 2016 | Alessia Cara            | Sara Niemietz                                       |
| Cold Water               | 15 september 2016 | Major Lazer             | Robyn Adele Anderson                                |
| Never Gonna Give You Up  | 8 september 2016  | Rick Astley             | Gunhild Carling                                     |
| Forget You               | 1 september 2016  | CeeLo Green             | LaVance Colley                                      |
| Heart of Glass           | 25 augusti 2016   | Blondie                 | Addie Hamilton                                      |
| Don't Let Me Down        | 18 augusti 2016   | The Chainsmokers        | Rayvon Owen                                         |
| I Will Survive           | 11 augusti 2016   | Gloria Gaynor           | Sara Niemietz                                       |
| Roxanne                  | 4 augusti 2016    | The Police              | Dani Armstrong                                      |
| Can't Stop the Feeling!  | 28 juli 2016      | Justin Timberlake       | Aubrey Logan                                        |
| Dream On                 | 21 juli 2016      | Aerosmith               | Morgan James                                        |
| Toxic                    | 14 juli 2016      | Britney Spears          | Melinda Doolittle                                   |
| Stressed Out             | 9 juni 2016       | Twenty One Pilots       | Puddles the Clown                                   |
| Never Forget You         | 2 juni 2016       | Zara Larsson            | Addie Hamilton                                      |
| Juicy                    | 26 maj 2016       | The Notorious B.I.G.    | Maiya Sykes                                         |
| Stone Cold               | 19 maj 2016       | Demi Lovato             | Shoshana Bean                                       |
| Pony                     | 12 maj 2016       | Ginuwine                | Ariana Savalas                                      |
| Grenade                  | 5 maj 2016        | Bruno Mars              | Brielle                                             |
| Are You Gonna Be My Girl | 28 april 2016     | Jet                     | Addie Hamilton                                      |
| Time After Time          | 21 april 2016     | Cyndi Lauper            | Caroline Baran                                      |
| Hollaback Girl           | 14 april 2016     | Gwen Stefani            | Robyn Adele Anderson                                |
| Love Yourself            | 21 januari 2016   | Justin Bieber           | Sara Niemietz                                       |
| No Surprises             | 29 december 2016  | Radiohead               | Chloe Feoranzo                                      |
| Stay With Me             | 2 september 2014  | Sam Smith               | Cristina Gatti                                      |

## Turnéer
Den 24 februari 2016 var Postmodern Jukebox affischnamn för Dubai Jazz Festival, tillsammans med Sting, Toto, Chris Botti, och David Gray.
Den 26 februari 2016 startade bandet en 75 dagar långa Europaturné på Vicar Street i Dublin, Irland. Turnén avslutades den 3 juni 2016 i Aten, Grekland.
I april 2016 meddelade PMJ en turné med 45 spelningar under hösten i Nordamerika, med start den 29 september 2016 på Vets i Providence, Rhode Island, och avslutning den 27 november 2016 i Mesa, Arizona.
I maj 2016 meddelade PMJ en turné i 16 städer i Australien och Nya Zeeland, med start den 29 augusti 2016 på Isaac-Theatre Royal i Christchurch, och avslutning den 20 september 2016 på Perth Concert Hall.

## Artister

### Skapare och grundare

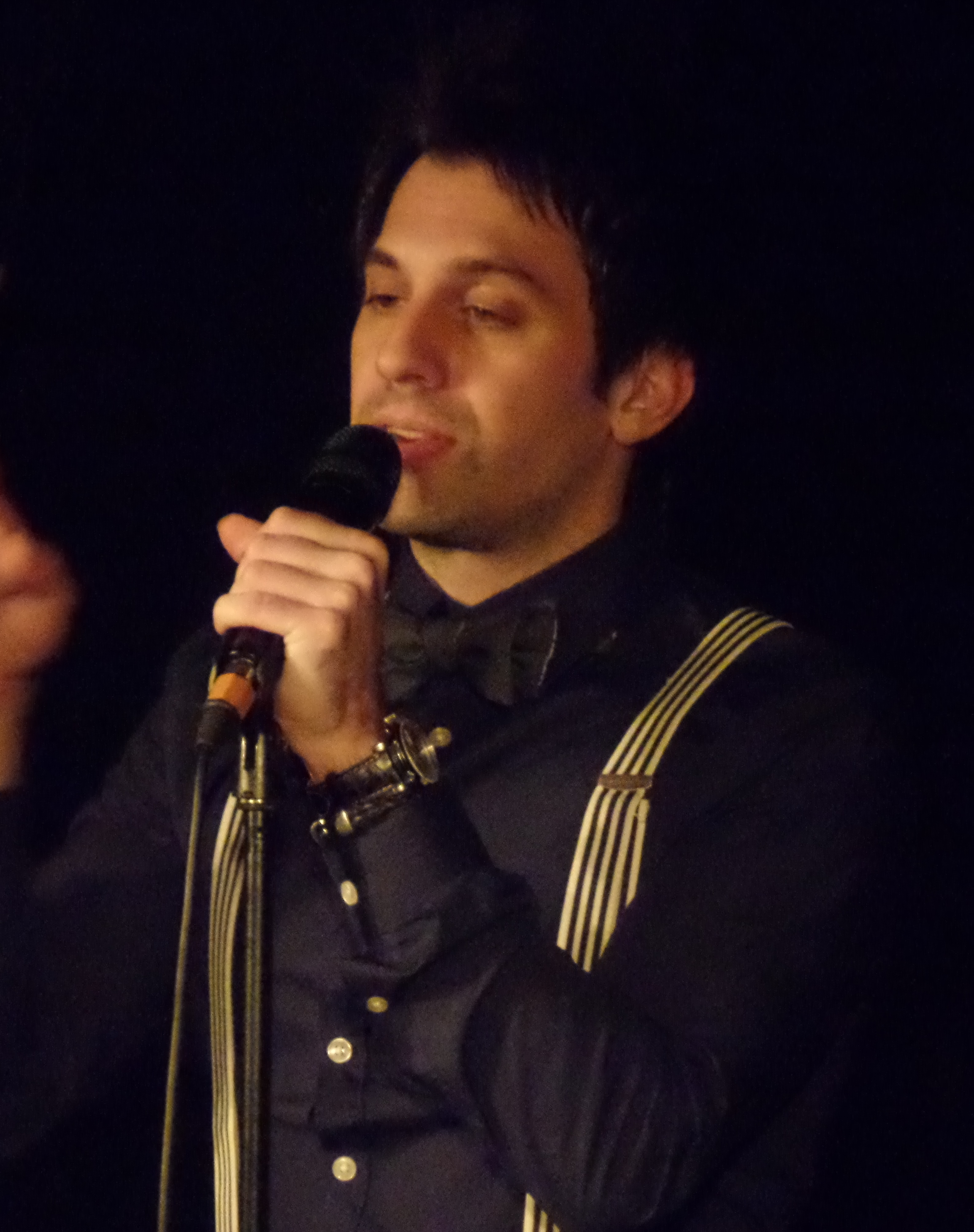
Scott Bradlee vid en konsert i Köln, 2015.

- Scott Bradlee - piano, arrangemang[45]

### Gästmusiker

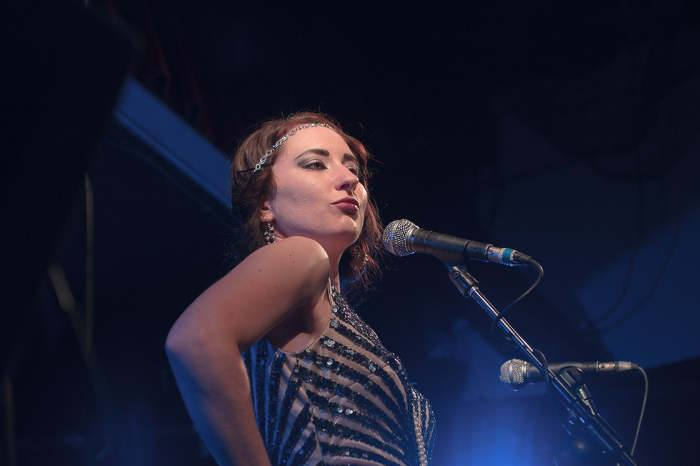
Robyn Adele Anderson, 2015.

Bandet har haft följande musiker som gästartister:

- Adam Kubota - bas[5]
- Allan Mednard - trummor[5]
- Allen Hunter - bas
- Andrew Gutauskas - saxofon
- Ben Golder-Novick - saxofon
- Bennett Miller - bas
- Brandee Younger - harpa
- Chip Thomas - trummor[5]
- Cynthia Sayer - banjo
- Dave Koz - saxofon[5]
- Dave Tedeschi – trummor
- David Wong - fiol
- Erm Navarro- trombon
- Jacob Scesney - flöjt/saxofon/klarinett
- James Hall - trombon
- Jason Prover - trumpet
- Jay Ratmann - klarinett
- Joe McDonough - trombon
- Kate Dunphy - dragspel
- Lemar Guillary - trombon
- Michael Sailors - trumpet
- Mike Cottone - trumpet
- Molly E. Fletcher - fiol
- Nick Finzer - trombon
- Ric Becker - trombon
- Robert Edwards - trombon
- Sean Clapis - gitarr
- Sean Condron - banjo
- Seth Paris - saxofon
- Stefan Zeniuk - träblåsinstrument
- Tim Kubart alias "Tambourine Guy" - tamburin[46]
- Tom Abbott - klarinett
- Tom Luer - saxofon

### Gästvokalister

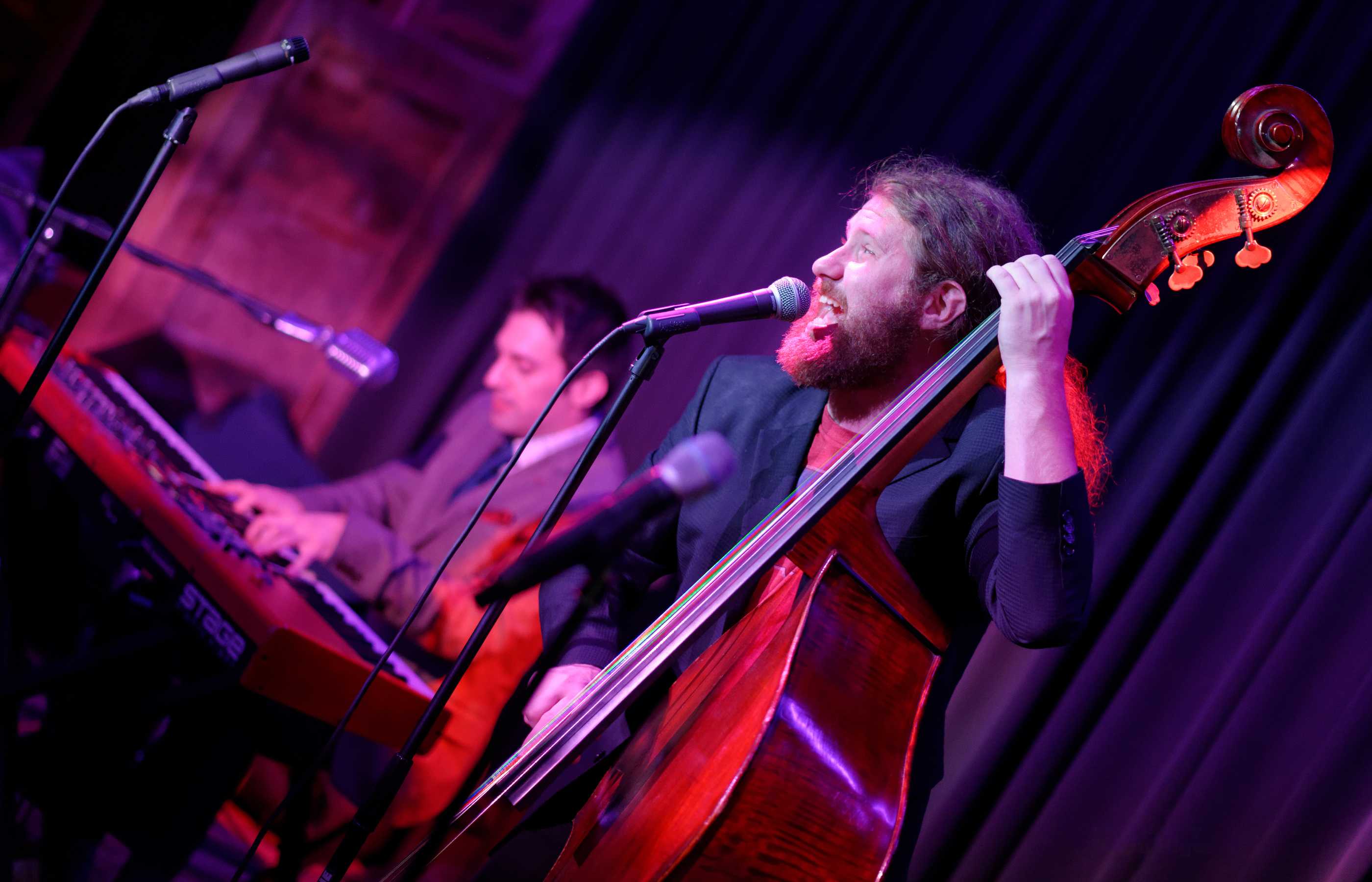
Bonnie Wright uppträder med "Postmodern Jukebox" musik-serien, vid Hyde Sunset Kitchen + Cocktails i Los Angeles den 26 november 2014.

Flera före detta American Idol-finalister har nått framgång som en del av Postmodern Jukebox ensemble, inklusive Blake Lewis (säsong 6), Melinda Doolittle (säsong 6), Haley Reinhart (säsong 10), och Bonnie Wright (säsong 10).  Fyra säsong 14-finalister har också sjungit med gruppen: Joey Cook, Rayvon Owen, Clark Beckham och JAX. Dessutom är vokalisterna Aubrey Logan, Von Smith och Brielle Von Hugel Idol-deltagare som gick genom auditionprocessen men inte gick vidare till finalen i någon säsong.
Bandet har haft följande personer som gästsångare och -artister:

- Ada Pasternak - sång & fiol
- Addie Hamilton - sång
- Annie Goodchild - sång
- Ariana Savalas - sång[53]
- Ashley Stroud - sång[5]
- Aubrey Logan - sång, trombon[54]
- Bernard Taylor - sång/Tee-Tone
- Blake Lewis - sång[47]
- Brielle Von Hugel - sång[55]
- Caroline Baran - sång[56]
- Casey Abrams - sång, bas, melodica[57]
- Chloe Feoranzo - sång & klarinett
- Christopher Erk - steppdans
- Clark Beckham - sång[49]
- Cristina Gatti - sång[5]
- Dani Armstrong - sång
- Daniela Andrade - sång
- Devi-Ananda - sång
- Emily West - sång
- Gerard Giddens - sång/Tee-Tone
- Gunhild Carling - sång, blockflöjt, trombon, säckpipa, trumpet, steppdans
- Haley Reinhart - sång[27][58]
- Holly Campbell-Smith - sång
- Jasmin Walker - sång
- Jax - sång[50]
- Jennie Lena - sång
- Jerome Cohen - sång/Tee-Tone
- Joey Cook - sång, ukulele och dragspel[48]
- Karen Marie - sång
- Kate Davis - sång, bas[21] [22][24]
- Kenton Chen - sång, bakgrundskör[48]
- Kiah Victoria - sång
- Ksenia Parkhatskaya - swingdans
- Lara Johnston - sång
- Lauren Molina - sång, cello
- LaVance Colley - sång
- Lisa Gary - sång
- Luke Edgemon - sång
- Maiya Sykes - sång[59][60]
- Mario Jose - sång
- Matt Bloyd - sång
- Mayré Martínez - sång
- Melinda Doolittle - sång
- Melinda Sullivan - steppdans[53]
- Miche Braden - sång[5]
- Morgan James - sång[61]
- Mykal Kilgore - sång
- Natalie Angst - sång
- Niia - sång
- Nicole Atkins - sång
- Puddles the Clown - sång[62]
- Rayvon Owen - sång[48]
- Robyn Adele Anderson - sång[5]
- Sara Niemietz - sång[32][63]
- Sarah Reich - steppdans[57][55][64][65]
- Sarah Marie Young - sång, ukulele
- Scout Ford - sång/Tee-Tone
- Shoshana Bean - sång[29][30]
- Tara Louise - sång
- Tickwanya Jones - sång
- Tony DeSare - sång
- Von Smith - sång[51]
- Wilkie Ferguson - sång

## Diskografi

### Album
| År   | Album                               | Högsta position på topplistor | Högsta position på topplistor | Högsta position på topplistor | Anmärkningar                                          |
| År   | Album                               | Jazz Albums                   | Top Heatseekers               | Top Independent Albums        | Anmärkningar                                          |
| ---- | ----------------------------------- | ----------------------------- | ----------------------------- | ----------------------------- | ----------------------------------------------------- |
| 2013 | Introducing Postmodern Jukebox (EP) | 8                             | 31                            | —                             | [ 11 ]                                                |
| 2014 | Twist is the New Twerk              | 4                             | 7                             | 48                            | Plats 16 på Billboard Jazz Albums vid slutet av 2015. |
| 2014 | Clubbin′ With Grandpa               | 4                             | —                             | —                             |                                                       |
| 2014 | Saturday Morning Slow Jams          | —                             | —                             | —                             |                                                       |
| 2014 | Historical Misappropriation         | 3                             | 7                             | 43                            | Plats 20 på Billboard Jazz Albums vid slutet av 2015. |
| 2014 | A Very Postmodern Christmas         | 7                             | 22                            | —                             |                                                       |
| 2015 | Selfies on Kodachrome               | 6                             | —                             | —                             |                                                       |
| 2015 | Emoji Antique                       | 8                             | —                             | —                             |                                                       |
| 2015 | Swipe Right For Vintage             | 5                             | 19                            | —                             |                                                       |
| 2015 | Top Hat On Fleek                    | 6                             | 20                            | —                             |                                                       |
| 2016 | PMJ And Chill                       | 10                            | —                             | —                             |                                                       |
| 2016 | Swing the Vote                      | 11                            | —                             | —                             | Jazz Albums, 7 maj 2016                               |
| 2016 | Squad Goals                         | —                             | —                             | —                             |                                                       |
| 2016 | The Essentials                      | —                             | —                             | —                             | Samlingsalbum                                         |
| 2017 | 33 Resolutions Per Minute           | —                             | —                             | —                             |                                                       |